# Traminda
Traminda är ett släkte av fjärilar. Traminda ingår i familjen mätare.

## Dottertaxa tillTraminda, i alfabetisk ordning[1]
- Traminda acuta
- Traminda anandaria
- Traminda atroviridaria
- Traminda atroviridata
- Traminda burmana
- Traminda decessata
- Traminda diatomaria
- Traminda diatomata
- Traminda drepanodes
- Traminda elbaensis
- Traminda falcata
- Traminda glauca
- Traminda gracillata
- Traminda hemichroa
- Traminda ledereri
- Traminda malocopis
- Traminda marcida
- Traminda mundissima
- Traminda neptunaria
- Traminda nigripuncta
- Traminda obversata
- Traminda ocellata
- Traminda pallida
- Traminda prasodes
- Traminda rhodea
- Traminda rufa
- Traminda rufistrigata
- Traminda rufistrigula
- Traminda semicompleta
- Traminda striata
- Traminda submarginata
- Traminda subvirgata
- Traminda syngenes
- Traminda variegata
- Traminda viridaria
- Traminda viridipennaria
- Traminda vividaria